# Abenserraig i la bella Xarifa
La història de l'Abenserraig i la bella Xarifa (castellà Història del Abencerraje y de la Hermosa Jarifa) és una novel·la morisca del segle XVI. És anònima encara que alguns estudiosos creuen que el seu autor podria haver estat Jerónimo Jiménez de Urrea. Es coneix a través de diferents versions que daten entre 1561 i 1565, de les quals la més polida, acabada i completa es considera la inclosa en l'Inventari, miscel·lània elaborada per Antonio de Villegas i que va ser impresa a Medina del Campo en 1565.

## Datació
La història va haver de compondre's entre 1550 i 1560, apareixent per primera vegada en una edició de Toledo de 1561, l'anomenada edició Chrónica. Molt semblant a aquesta, però impresa probablement a Saragossa, sense data, és l'anomenada edició Corónica. Una versió de la història es troba en l'edició de 1561 de la Diana de Jorge de Montemayor.
Posterior és, doncs, la versió inclosa en l'Inventari d'Antonio de Villegas (1565), i de la qual hi ha un exemplar (R-2159) a la Biblioteca Nacional d'Espanya.

## Argument
Aquesta breu novel·la relata la història del moro Abindarráez i el cristià Rodrigo de Narváez. L'acció discorre entre 1410 i 1424, això és, uns cent cinquanta anys abans que la història s'escrivís. En aquella època regnava a Castella Joan II i era un moment de relativa pau, després de la presa d'Antequera per l'infant Ferran i abans que es reprengués la conquesta de Granada pels Reis Catòlics.
El moro Abindarráez, noble i heroic Abenserraigs granadí, es dirigeix a casar-se amb la bella Xarifa. No obstant això, en el camí es troba amb Don Rodrigo de Narváez, alcalde cristià d'Antequera i Álora. Lluiten en singular combat, sent tots dos valents però, a causa que el cristià "venia de refresc" i el moro estava cansat i ferit, Abindarráez cau presoner.
Aquest li explica la seva història: que és "Abindarráez el mosso, dels Abenserraigs de Granada". Li diu que està enamorat de la bella Xarifa, sent aquests amors contrariats pel pare d'ella. També afegeix que ella li havia enviat avís que anés a visitar-la a Coín, que el seu pare se'n havia anat a Granada, i cap enllà anava, de Cártama a Coín, a casar-se amb ella, quan va caure presoner del cristià.
Llavors Rodrigo de Narváez, "espantat i pietós", li ofereix posar-lo en llibertat perquè pugui anar a casar-se amb Xarifa si, a canvi, torna a la seva presó al tercer dia. Abindarráez l'hi promet i Rodrigo el deixa marxar. Aquest mateix dia arriba a Coín i es casa amb Xarifa. L'endemà al matí, apesarat, li explica a Xarifa que ha de marxar per la promesa. Ella intenta convèncer-lo perquè no se'n vagi, dient que enviï a canvi un rescat, que segurament Rodrigo de Narváez quedarà satisfet d'aquesta manera.
Però Abindarráez es nega i li diu que ha de tornar, al que ella respon que "mai Déu vulgui que, anant vós a ser pres, quedi jo lliure, car no ho sóc", decidint llavors marxar junts a Álora. Pel camí topen amb un home que els explica una història de l'honradesa de Rodrigo de Narváez, com desitjava a una dama i, quan aquesta per fi s'enamora d'ell, Rodrigo va refusar lliurar-se a ella en advertir que l'enamorament d'ella es devia als elogis del marit, preferint respectar l'honra del marit que satisfer els seus propis desitjos. També després dels anys es descobreix per mitjà de missatgers anònims que el noble Rodrigo de Narváez va tenir un idil·li amb la suposada esposa
Arribats de nou a poder de Rodrigo de Narváez, aquest va intercedir davant el rei de Granada perquè el pare de Xarifa els perdoni. A més, ell mateix els donà regals i els va deixar anar-se'n.

## Personatges
Tres són els principals personatges de l'obra:
Rodrigo de Narváez
Cristiano. És presentat com un valent soldat que va destacar en la presa d'Antequera. Va quedar com alcaide de la plaça, concedint-li igualment la de Álora. És el prototip de cavaller cristià: esforçat i heroic en la lluita, virtuós com a administrador, generós cap al vençut i a més, capaç de superar les seves pròpies debilitats en negar-se a prendre a la dona que estima per no ofendre al marit d'aquesta.
Abindarráez
Moro del llinatge dels Abencerrajes. Està presentat en la novel·la amb tots els trets característics del moro idealitzat en les novel·les morisques: és gentil, bell i noble, vesteix una rica indumentària i, a més de ser valent en la lluita, és un enamorat abnegat i exemple de rectitud moral: ha de complir la seva paraula, encara que això signifiqui separar-se de la seva estimada, complint així no tant amb la paraula donada a Narváez, sinó amb el que s'espera d'un home del seu llinatge.
Xarifa
La dona musulmana, està retratada amb menys detall. És, com ordenen les convencions del gènere, noble i bella. Una vegada que decideix casar-se amb Abindarráez, és esforçada i valenta. Proposa una primera solució: que pagui el rescat posant a la seva disposició els tresors del seu pare. Davant el rebuig d'ell, no dubta a acompanyar-lo a la captivitat, compartint així el seu destí.

## Temes
El tema dominant d'aquesta obra és la generositat amb el vençut. Mesurar la grandesa d'un general per la seva generositat respecte a aquells que ha derrotat és un tema de la literatura clàssica, com es veu en l'actitud d'Alexandre Magne enfront de les esposes de Darios o en l'episodi de la presa del castell de Castejón del Cantar de Mio Cid.
També és important el tema amorós, com l'amor venç els obstacles, primer del pare de Xarifa, després de la presó del Abensarraig.

## Influències
És la primera de les novel·les morisques. L'èxit i brevetat de l'obra va fer que s'inclogués, des de 1561, després del quart llibre de la Diana de Jorge de Montemayor. Novel·les posteriors del mateix gènere van ser les de Ozmín i Daraja i les Guerres civils de Granada. La història va ser reelaborada dramàticament per Lope de Vega en El remedio en la desdicha (1596). Juan de Timoneda, Sebastián de Covarrubias i Miguel de Cervantes van lloar aquesta obra.